# Römershag

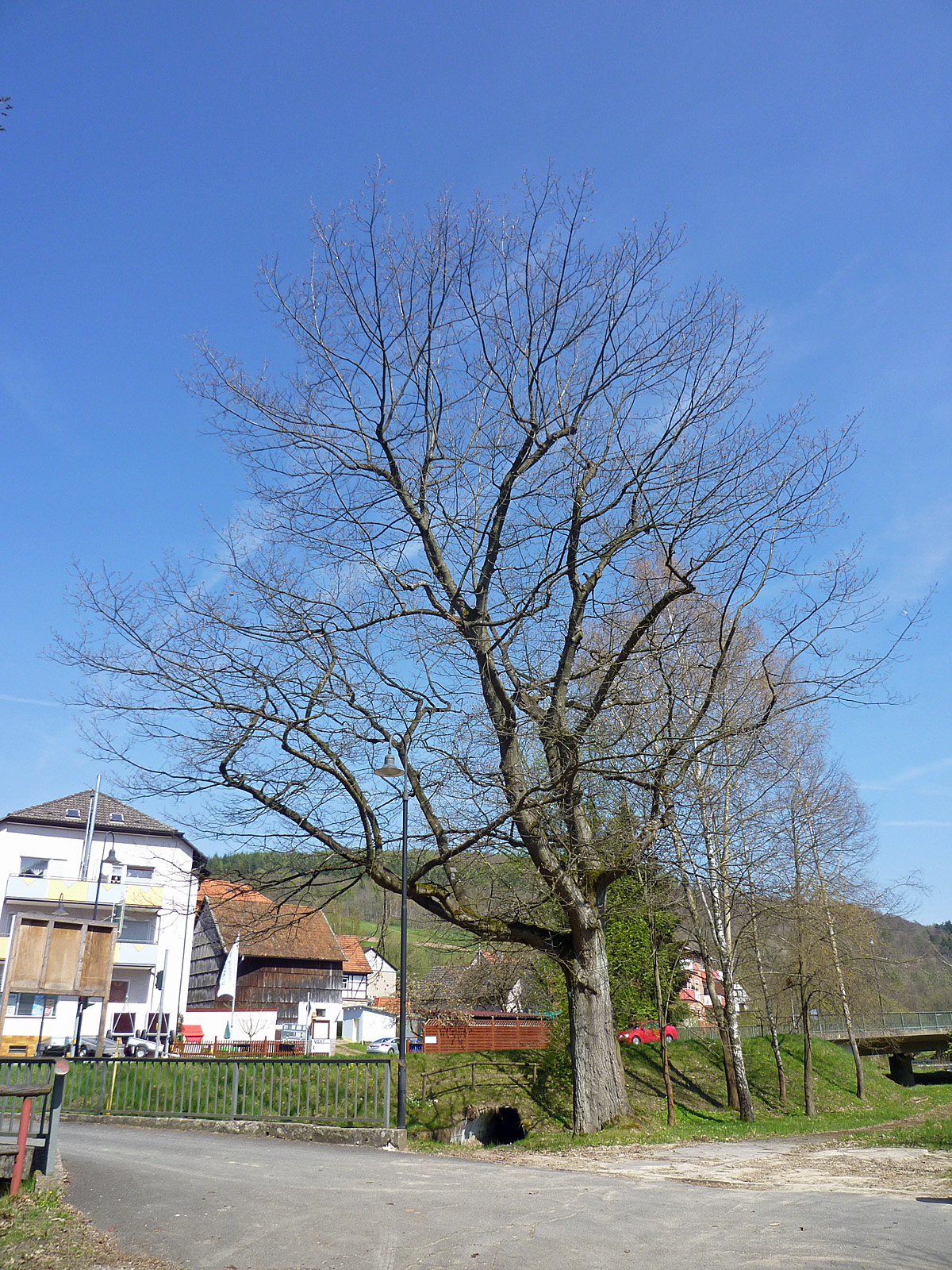
Luitpoldeiche in Römershag

Römershag ist ein Gemeindeteil der Stadt Bad Brückenau im unterfränkische Landkreis Bad Kissingen in Bayern.

## Geographie
Das Kirchdorf liegt östlich von Bad Brückenau rechts der Sinn auf 345 m ü. NHN. Durch den Ort führt die Bundesstraße 286 von Riedenberg nach Bad Brückenau. Nördlich von Römershag verläuft die Bundesautobahn 7 und dahinter beginnt das Areal des Truppenübungsplatzes Wildflecken. Auf der anderen Flussseite verlief bis 2016 die Trasse der Bahnstrecke Jossa–Wildflecken. Am östlichen Ortsrand befindet sich das Schloss Römershag. Durch Römershag führen der Fränkische Marienweg und der Rhön-Sinntal-Radweg.
Die Waldgebiete im Römershager Forst nördlich (Römershager Forst-Nord) und südlich (Römershager Forst-Ost) des Ortsteils sind gemeindefrei.

## Kirche
Die katholische Kirche St. Benedikt im Schloss wurde 1751 bis 1752 erbaut.

## Sonstiges
Römershag ist der Geburtsort von Melchior Adam Weikard (1742–1803), einem bekannten Arzt und Philosophen in der Zeit der Aufklärung.

## Persönlichkeiten
- Daniel Mackenrodt (1790–1859), Oberbürgermeister von Fulda und Mitglied der kurhessischen Ständeversammlung